# Lista di opere liriche

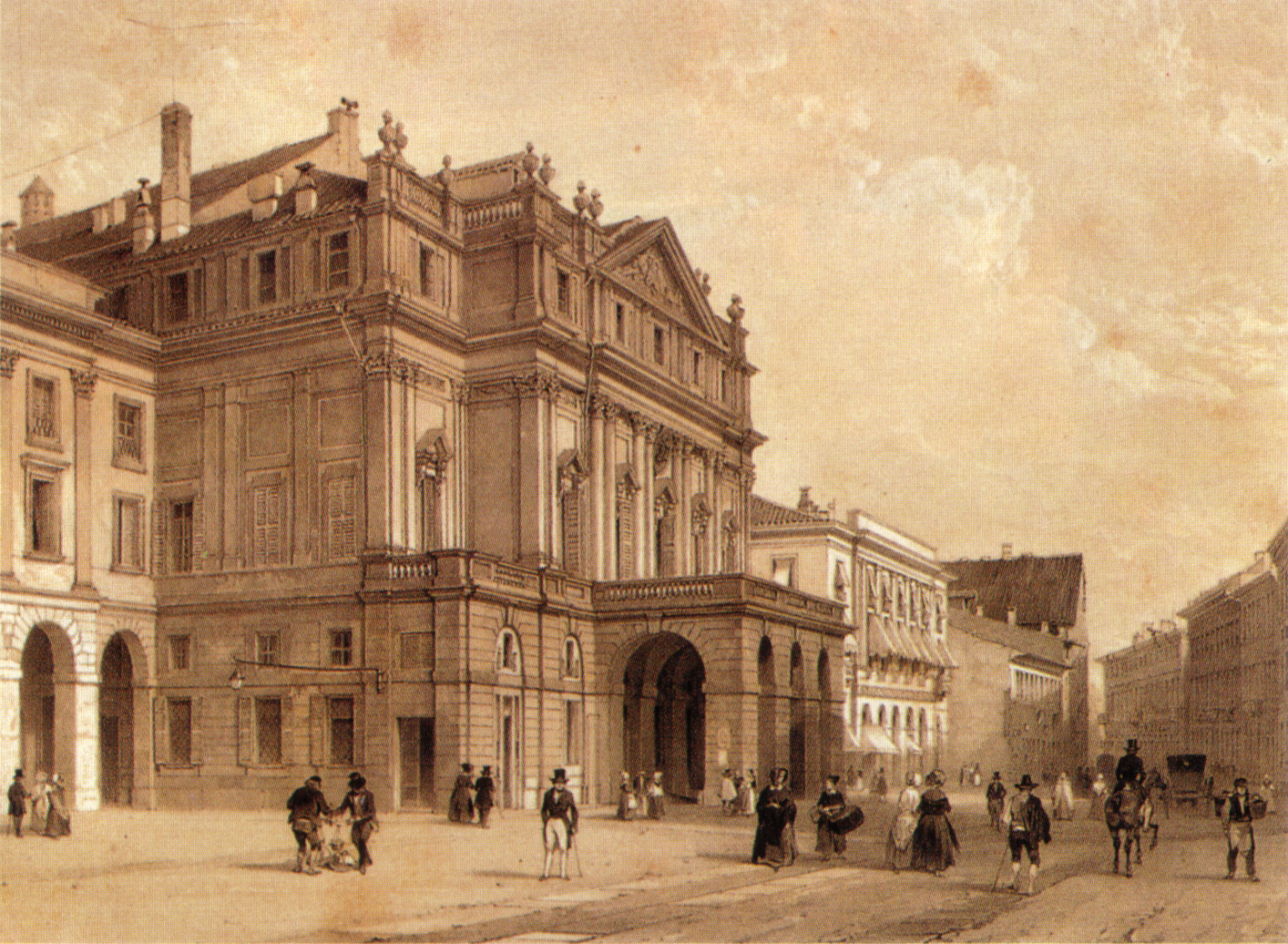
La Scala, Piazza della Scala nel XIX secolo, Milano

Questa lista di opere liriche è un elenco non esaustivo e di rapida consultazione di opere storicamente significative, che comprende le opere presenti in almeno cinque delle nove autorevoli liste di opere elencate nella Bibliografia. Include lavori che vengono rappresentati regolarmente al giorno d'oggi a partire da Monteverdi, Cavalli e Purcell del XVII secolo fino alle opere del tardo XX secolo di Messiaen, Berio, Glass, Adams, Birtwistle e Weir. La breve nota d'accompagno offre una sintetica spiegazione della rilevanza storica di ogni titolo elencato. Per un'introduzione alla storia dell'opera lirica, vedi Opera. L'ordine dell'elenco è per anno di prima rappresentazione o, se questa avvenne molto tempo dopo la morte del compositore, per data approssimativa di composizione.

## 1600–1699

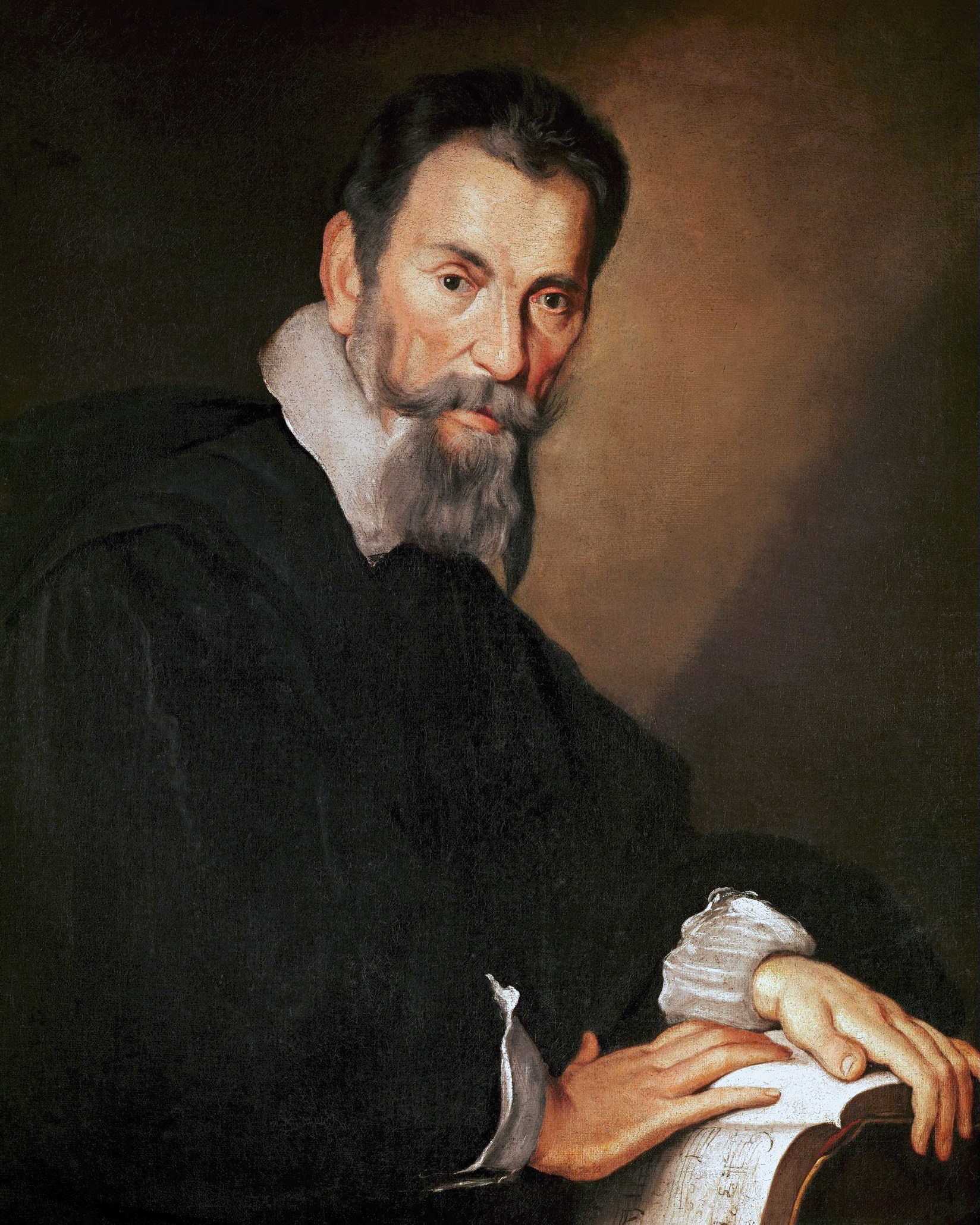
Claudio Monteverdi nel 1640, di Bernardo Strozzi

- 1600 Euridice (Jacopo Peri). La più antica opera la cui musica sopravvive.[1]
- 1607 L'Orfeo (Claudio Monteverdi). È generalmente considerato il primo capolavoro operistico.[2]
- 1640 Il ritorno d'Ulisse in patria (Monteverdi). La prima opera di Monteverdi per Venezia, basata sull'Odissea di Omero, mostra la padronanza del compositore nella rappresentazione delle persone autentiche in contrasto con gli stereotipi.[3]
- 1642 L'incoronazione di Poppea (Monteverdi). Ultima opera di Monteverdi, composta per un pubblico veneziano, viene oggi spesso rappresentata. Il suo contesto veneziano aiuta a spiegare la totale assenza di toni moralistici spesso associati alle opere di questo periodo.[3]
- 1644 L'Ormindo (Francesco Cavalli). Una delle prime delle opere di Cavalli riprese nel XX secolo, Ormindo è considerata una delle sue opere più attraenti.[3]
- 1649 Giasone (Cavalli). In Giasone Cavalli, per la prima volta, tiene separati l'aria dal recitativo.[3] Giasone fu l'opera più popolare del XVII secolo.[4]
- 1651 La Calisto (Cavalli). La nona delle undici opere che Cavalli ha scritto con Faustini è nota per la sua satira delle divinità della mitologia classica.[5]
- 1671 Pomone (Robert Cambert). Spesso considerata la prima opera francese.[6]
- 1683 Didone ed Aeneas (Henry Purcell). Spesso considerato come il primo autentico capolavoro operistico in lingua inglese. Non fu eseguita nel 1689 in una scuola femminile, come comunemente si crede, ma alla corte di Carlo II nel 1683.[7]
- 1692 La regina delle fate (Purcell). Un semi-opera, piuttosto che una vera e propria opera, viene spesso considerata come la più bella opera drammatica di Purcell.[7]

## 1700–1749

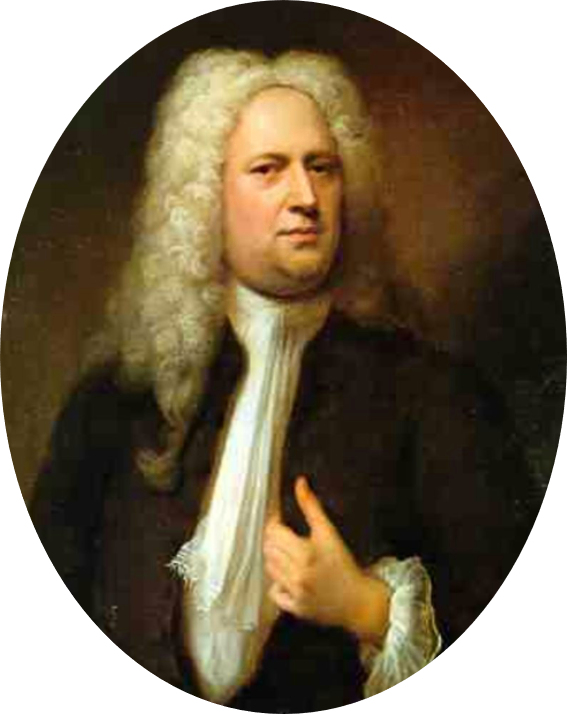
Georg Friedrich Händel. Dipinto di Balthasar Denner, 1733.

- 1710 Agrippina (Händel). L'ultima opera di Handel composta in Italia fu un grande successo, e decretò la sua fama come compositore di opere italiane.
- 1711 Rinaldo (Händel). prima opera di Handel per il palcoscenico di Londra è stata anche la prima opera tutta italiana eseguita a Londra.[8]
- 1724 Giulio Cesare (Händel). Questa opera di Handel è nota per la ricchezza della sua orchestrazione.[8]
- 1724 Tamerlano (Händel). Questo lavoro è descritto da Anthony Hicks, su Grove Music Online, come in possesso di una "tesa potenza drammatica".[8]
- 1725 Rodelinda (Händel). Rodelinda è spesso lodata per la pienezza della scrittura melodica tra la produzione di Handel.[8]
- 1728 L'Opera del Mendicante (Johann Christoph Pepusch). Una satira dell'opera seria italiana basata su una commedia di John Gay, il formato opera ballata dell'Opera del mendicante si è dimostrato popolare anche fino ai giorni nostri.[9]
- 1731 Aci e Galatea (Händel). Questa è l'unica opera teatrale di Handel che sia basata su un libretto inglese.[10]
- 1733 Orlando (Händel). Un'opera definita "notevole" da Anthony Hicks[8] e da Orrey come uno dei "migliori lavori" di Handel.[10]
- 1733 La serva padrona (Giovanni Battista Pergolesi). La serva padrona divenne un modello per molte delle opere buffe che seguirono, comprese quelle di Mozart.[11]
- 1733 Hippolyte et Aricie (Jean-Philippe Rameau). La prima opera di Rameau provocò molte discussioni alla prima.[12]
- 1735 Ariodante (Händel). Sia quest'opera che Alcina godono oggi di una buona reputazione della critica.[8]
- 1735 Alcina (Händel). Sia questo lavoro che Ariodante fecero parte della prima stagione lirica di Handel al Covent Garden.[8]
- 1735 Les Indes galantes (Rameau). In questo lavoro Rameau aggiunge profondità emotiva e potenza alla forma tradizionalmente più leggera dell'opera-balletto.[12]
- 1736 Achille in Sciro (Domenico Sarro). Opera seria del compositore Domenico Sarro. L'opera è basata su un libretto in lingua italiana di Pietro Metastasio.
- 1737 Castor et Pollux (Rameau). Inizialmente solo un moderato successo, quando fu ripresa nel 1754 Castor et Pollux fu considerata come la migliore realizzazione di Rameau.[12]
- 1738 Serse (Händel). Una deviazione dal consueto modello di opera seria, Serse contiene molti elementi comici rari in altri lavori di Handel.[8]
- 1744 Semele (Händel). Originariamente eseguita come un oratorio, le qualità drammatiche di Semele hanno spesso permesso che questo lavoro venga portato sui palcoscenici operistici anche ai nostri tempi.[13]
- 1745 Platée (Rameau). La più famosa opera comica di Rameau. Originariamente un trattenimento di corte, una rivisitazione del 1754 si dimostrò estremamente popolare presso il pubblico Francese.[12]

## 1750–1799

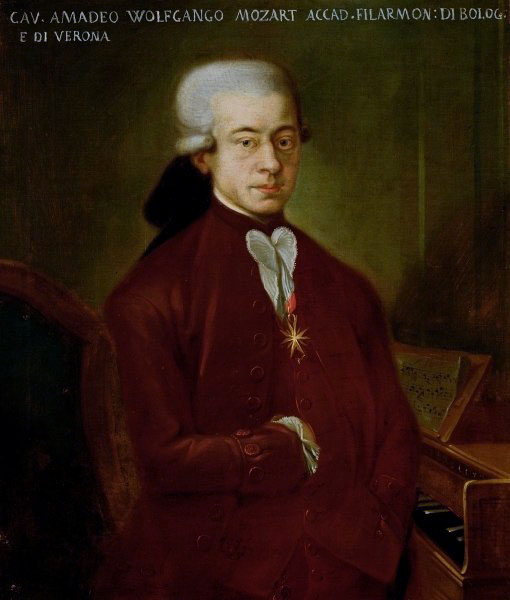
Wolfgang Amadeus Mozart a 21 anni nel 1777.

- 1760 La buona figliuola (Niccolò Piccinni). L'opera di Piccinini fu inizialmente molto popolare in tutta Europa. Nel 1790 più di 70 produzioni dell'opera erano state rappresentate ed era stata eseguita in tutte le grandi città europee.[14]
- 1762 Orfeo ed Euridice (Christoph Willibald Gluck). La più popolare opera di Gluck. Il primo lavoro in cui il compositore tentò di moderare gli eccessi dell'opera seria italiana.[15]
- 1767 Alceste (Gluck). seconda opera "riformatrice" di Gluck, oggi di solito rappresentata nella sua versione francese del 1776.[16]
- 1768 Bastien und Bastienne (Wolfgang Amadeus Mozart). Singspiel in un atto di Mozart fu ispirata ad una parodia de Le devin du village di Jean-Jacques Rousseau.[17]
- 1770 Mitridate, re di Ponto (Mozart). Composta quando Mozart aveva 14 anni, fu scritta per un esigente cast composto da star dell'epoca.[17]
- 1772 Lucio Silla (Mozart). Quest'opera dei primissimi anni di Mozart non fu rivisitata fino al 1929, dopo il suo iniziale esordio di 25 rappresentazioni.[17]
- 1774 Iphigénie en Aulide (Gluck). La prima opera di Gluck per Parigi.[18]
- 1775 La finta giardiniera (Mozart). Quest'opera è generalmente riconosciuta come la prima opera buffa di Mozart di una certa importanza.[17]
- 1775 Il re pastore (Mozart). Ultima opera di Mozart adolescente era basata su un libretto di Metastasio.[17]
- 1777 Il mondo della luna (Joseph Haydn). Quest'opera fu l'ultima di tre che Haydn basò su libretti di Carlo Goldoni.[19]
- 1777 Armide (Gluck). Gluck utilizzò un libretto originalmente scritto da Lully per quest'opera francese, la sua preferita fra le proprie opere.[20]
- 1779 Iphigénie en Tauride (Gluck). "Ultimo e forse più grande capolavoro" di Gluck.[21]
- 1781 Idomeneo (Mozart). Di solito considerato la prima opera della maturità di Mozart, Idomeneo è stato composto dopo una lunga pausa dalle scene.[22]
- 1782 Il ratto dal serraglio (Mozart). Spesso considerato il primo dei capolavori comici di Mozart, quest'opera viene tuttora frequentemente rappresentata.[23]
- 1782 Il barbiere di Siviglia (Giovanni Paisiello). La più famosa opera comica di Paisiello, più tardi eclissata dall'opera di Rossini con lo stesso titolo.[24]
- 1786 L'impresario teatrale (Mozart). Un altro Singspiel con molti dialoghi parlati, tratto da commedie in voga all'epoca, la trama de L'impresario teatrale presenta due soprani in competizione per diventare prima donna in una nuova compagnia. La prima avvenne insieme all'opera Prima la musica e poi le parole di Antonio Salieri[17]
- 1786 Le nozze di Figaro (Mozart). La prima della famosa serie di opere di Mozart basate su libretti di Lorenzo Da Ponte è oggi la più popolare opera di Mozart.[17]
- 1787 Don Giovanni (Mozart). Seconda delle opere che Mozart scrisse su libretto di Da Ponte, Don Giovanni ha costituito un rompicapo per scrittori e filosofi fin dalla sua composizione.[17]
- 1790 Così fan tutte (Mozart). Terza e ultima delle opere scritte da Mozart su libretto di Da Ponte, Così fan tutte fu scarsamente rappresentata per tutto il XIX secolo, perché il lavoro era considerato immorale.[25]
- 1791 La clemenza di Tito (Mozart). Ultima opera di Mozart prima della sua prematura scomparsa fu estremamente popolare fino al 1830, dopo di che l'interesse e la stima della critica cominciarono a calare; essi non tornarono sulle loro precedenti posizioni fino a dopo la seconda guerra mondiale.[17]
- 1791 Il flauto magico (Mozart). Un lavoro che è stato descritto come "l'apoteosi dello Singspiel", Il flauto magico fu denigrato durante il XIX secolo come confuso e carente nella definizione.[23]
- 1792 Il matrimonio segreto (Domenico Cimarosa). Solitamente considerata la migliore opera di Cimarosa,[26] Leopoldo II ammirò a tal punto la prima lunga tre ore che, dopo pranzo, costrinse i cantanti a ripetere l'opera più tardi il giorno stesso.[27]
- 1797 Medea (Luigi Cherubini). L'unica opera francese del periodo rivoluzionario che viene regolarmente rappresentata oggi. Una famosa vetrina per grandi soprani come Maria Callas.[28]

## 1800–1832

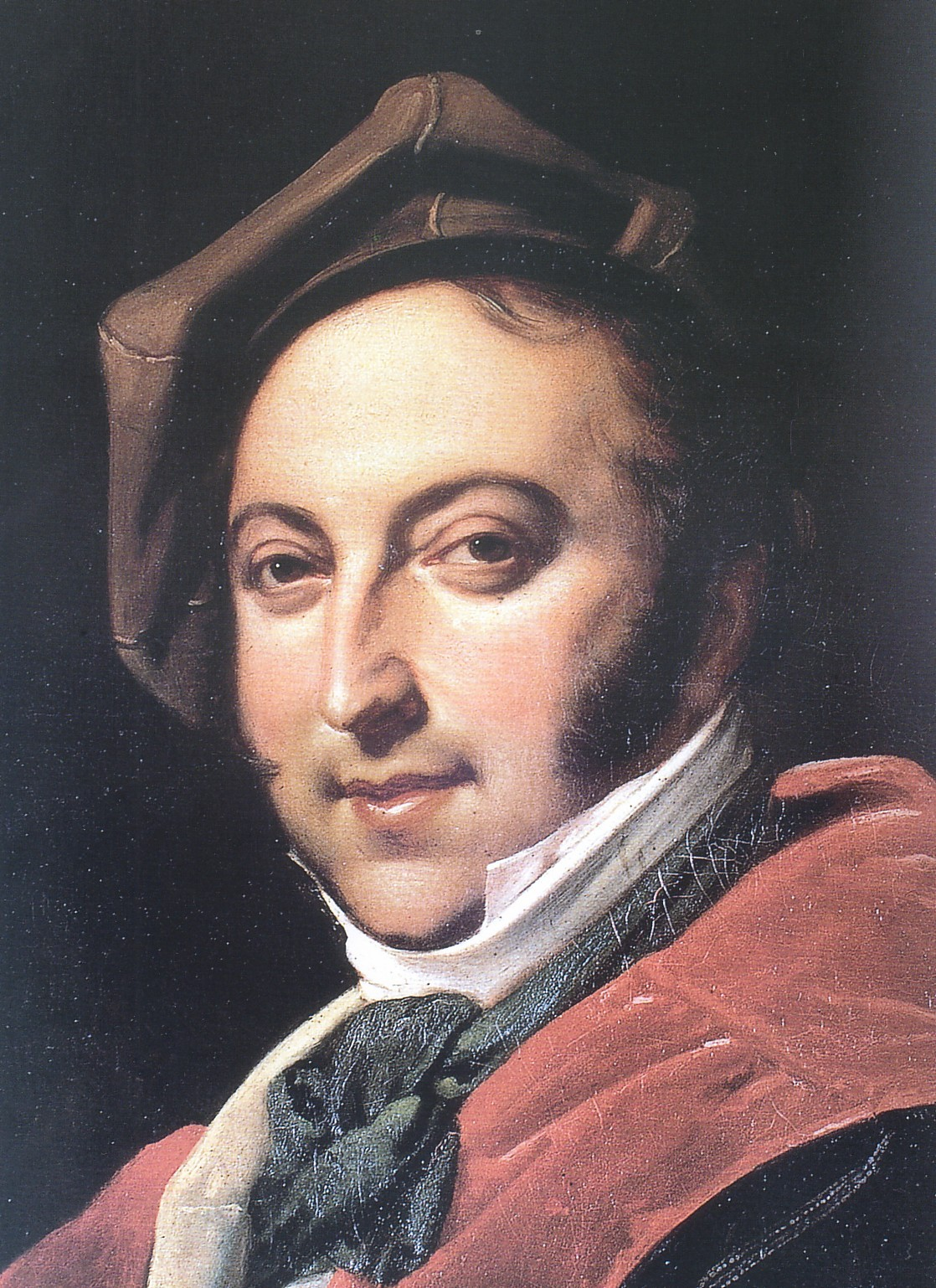
Gioachino Rossini, 1820 (Museum e Libreria Musicale Internazionale, Bologna)

- 1805 Fidelio (Ludwig van Beethoven). Unica opera di Beethoven, fu ispirata dalla passione del compositore per la libertà politica.[29]
- 1807 La vestale (Gaspare Spontini). L'opera di Spontini su una vestale innamorata ebbe una grande influenza su Berlioz e fu precursore della grande opera francese.[30]
- 1812 La scala di seta (Gioachino Rossini). Un lavoro giovanile di Rossini, quest'opera è una vera e propria farsa Comica.[31]
- 1813 L'italiana in Algeri (Rossini). Quest'opera è descritta da Richard Osborne, su Grove Music Online, come "Il primo capolavoro buffo di Rossini a tutti gli effetti nella forma dei due atti".[31]
- 1813 Tancredi (Rossini). Questo melodramma eroico fu così descritto dal poeta Giuseppe Carpani: "È una cantilena e sempre cantilena: bella cantilena, nuova cantilena, magica cantilena, rara cantilena".[31]
- 1814 Il turco in Italia (Rossini). L'opera si distingue fra i lavori di Rossini per le molte scene d'insieme e la mancanza di arie.[31]
- 1816 Il barbiere di Siviglia (Rossini). Questa è diventata l'opera buffa più popolare di Rossini.[31]
- 1816 Otello (Rossini). Il compositore Giacomo Meyerbeer descrisse così il terzo atto di Otello: "Il terzo atto di Otello ha consolidato così decisamente la sua fama che un migliaio di errori non lo potrebbero scuotere".[31]
- 1817 La Cenerentola (Rossini). La commedia di Rossini fu composta in appena tre settimane.[31]
- 1817 La gazza ladra (Rossini). In quest'opera Rossini si è aiutato attingendo dall'opera francese.[31]
- 1818 Mosè in Egitto (Rossini). Questo lavoro fu originariamente concepito come un dramma sacro adatto ad essere eseguito durante la Quaresima.[31]
- 1819 La donna del lago (Rossini). Un'altra opera del periodo romantico ispirata alle opere di Sir Walter Scott.[31]
- 1821 Il franco cacciatore (Carl Maria von Weber). Il capolavoro di Weber fu la prima grande opera Romantica Tedesca.[32]
- 1823 Euryanthe (von Weber). Nonostante il suo libretto debole, Euryanthe ha avuto una grande influenza sulle opere tedesche successive, incluso il Lohengrin di Wagner.[33]
- 1823 Semiramide (Rossini). Questa è l'ultima opera che Rossini compose in Italia.[31]
- 1823 Fierrabras (Schubert). Insieme al precedente Alfonso e Estrella, (composto nel 1822 ma rappresentato postumo nel 1854), segna il tentativo di Schubert di comporre la grande opera romantica in tedesco, partendo dalla tradizione di Singspiel.
- 1825 La dame blanche (François-Adrien Boieldieu). L'opéra comique più di successo di Boieldieu fu uno dei molti lavori del XIX secolo ispirati alle novelle di Sir Walter Scott.[34]
- 1826 L'assedio di Corinto (Rossini). Per questo lavoro Rossini ha rivisitato pesantemente la sua opera giovanile Maometto II, collocando l'azione in un contesto diverso.[31]
- 1826 Oberon (von Weber). Ultima opera di Weber prima della sua morte precoce.[35]
- 1827 Il pirata (Vincenzo Bellini). Seconda produzione professionale di Bellini ha consolidato la sua fama internazionale.[36]
- 1828 Il vampiro (Heinrich Marschner). Marschner fu un collegamento fondamentale tra Weber e Wagner, come dimostra quest'opera.Gotica.[37]
- 1828 Il Conte Ory (Rossini). L'opera di Rossini ha goduto di una grande stima fra i critici nel corso degli anni: il critico del XIX secolo Henry Chorley disse che "non c'è una sola melodia brutta, non c'è una battuta brutta ne Il Conte Ory", e Richard Osborne, scrivendo su Grove Music Online, precisa che il lavoro è uno dei "più arguti, più eleganti e più civili della maggioranza di tutte le opere comiche".[31]
- 1829 La straniera (Bellini). La straniera è rara tra le opere del belcanto, in quanto offre pochissime opportunità per l'ostentazione vocale.[36]
- 1829 Guglielmo Tell (Rossini). Ultima opera di Rossini prima del suo ritiro è una storia di libertà ambientata nelle Alpi svizzere. Ha contribuito a creare il genere della Grand opéra francese.[38]
- 1830 Anna Bolena (Gaetano Donizetti). Fu il primo successo di Donizetti sulla scena internazionale e lo aiutò moltissimo a affermare la sua fama.[39]
- 1830 Fra Diavolo (Daniel Auber). Una delle più popolari Opéra-comique del XIX secolo, il racconto di Auber, vagamente basato su un importante capo dei ribelli napoletano, ha anche ispirato un famoso film di Stanlio e Ollio.[40]
- 1830 I Capuleti e i Montecchi (Bellini). La versione di Bellini di Romeo e Giulietta.[41]
- 1831 La sonnambula (Bellini). Il concertato "D'un pensiero e d'un accento" dal finale del primo atto di questo lavoro venne in seguito parodiato da Arthur Sullivan nel Trial by Jury.[42]
- 1831 Norma (Bellini). La più conosciuta opera di Bellini, paradigma di tutte le opere romantiche. L'atto finale di quest'opera è spesso citato per l'originalità della sua orchestrazione.[43]
- 1831 Roberto il diavolo (Giacomo Meyerbeer). Prima Grand Opera per Parigi di Meyerbeer fece scalpore con il suo balletto di suore morte.[44]
- 1832 L'elisir d'amore (Donizetti). Fu l'opera più rappresentata in Italia tra il 1838 ed il 1848.[39]

## 1833–1849

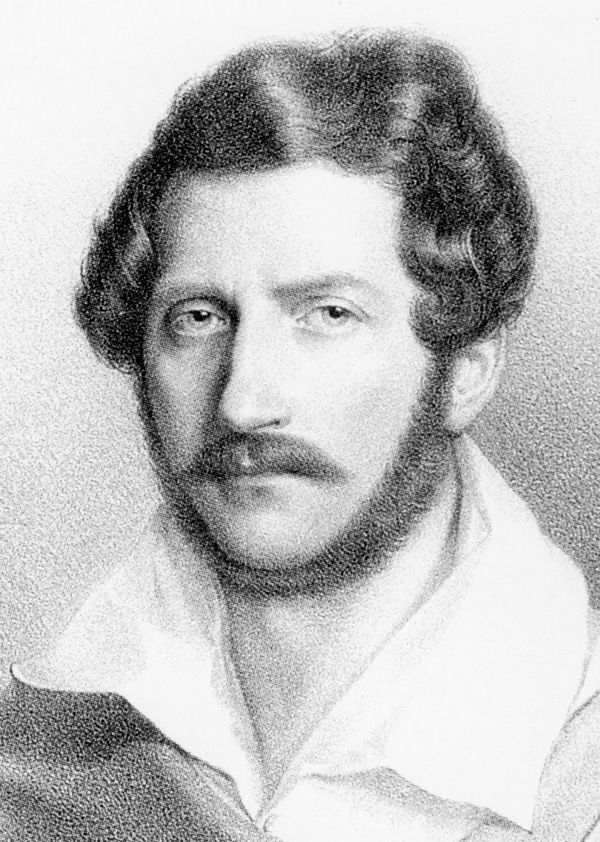
Gaetano Donizetti

- 1833 Beatrice di Tenda (Vincenzo Bellini). La tragedia di Bellini è famosa per il suo ampio uso del coro.[45]
- 1833 Hans Heiling (Heinrich Marschner). Un'altra importante opera Gotica dell'orrore di Marschner.[46]
- 1833 Lucrezia Borgia (Gaetano Donizetti). Una delle più importanti partiture di Donizetti.[47]
- 1834 Maria Stuarda (Donizetti). Questo lavoro fu abbandonato as un fallimento nel XIX secolo, ma dalla sua ripresa nel 1958 è apparsa frequentemente sulle scene.[48]
- 1835 Il divieto d'amare (Richard Wagner). Un lavoro giovanile di Wagner vagamente tratto da Misura per misura di Shakespeare. Il compositore più tardi l'ha disconosciuto.[49]
- 1835 I puritani (Bellini). Il dramma di Bellini, ambientato durante la Guerra civile inglese, è una delle sue più raffinate realizzazioni.[50]
- 1835 La Juive (Fromental Halévy). Questa grande opera rivaleggiava in popolarità con le opere di Meyerbeer. L'aria del tenore "Rachel quand du seigneur" è particolarmente famosa.[51]
- 1835 Lucia di Lammermoor (Donizetti). La più famosa opera tragica di Donizetti, famosa per la scena della pazzia di Lucia (Il dolce suono).[52]
- 1836 Una vita per lo Zar (Michail Glinka). Glinka ha affermato la tradizione dell'opera lirica russa con questa opera storica e la successiva Ruslan e Ljudmila.[53]
- 1836 Gli ugonotti (Giacomo Meyerbeer). Forse la più famosa di tutte le grandi opere francesi, largamente considerata come il capolavoro di Meyerbeer.[54]
- 1837 Roberto Devereux (Donizetti). Donizetti scrisse questo lavoro come una distrazione dal dolore che provava per la morte della moglie.[55]
- 1838 Benvenuto Cellini (Hector Berlioz). Prima opera di Berlioz è una partitura virtuosistica, ancora molto difficile da eseguire.[56]
- 1838 Der Bäbu (Heinrich Marschner). Opera dal gusto orientale romantico.
- 1839 Oberto, Conte di San Bonifacio (Giuseppe Verdi). Prima opera di Verdi è un melodramma sensazionale.[57]
- 1840 La favorita (Donizetti). Una Grand opéra nella tradizione francese.[58]
- 1840 La figlia del reggimento (Donizetti). Un'avventure di Donizetti nel genere dell'opéra comique francese.[58]
- 1840 Un giorno di regno (Verdi). Unica opera comica di Verdi a parte la sua ultima, Falstaff.[57]
- 1842 Der Wildschütz (Albert Lortzing). "Capolavoro comico" di Lortzing, destinato a dimostrare che un lavoro tedesco potrebbe rivaleggiare con l'opera buffa italiana e l'opéra comique francese.[59]
- 1842 Nabucco (Verdi). Verdi ha descritto quest'opera come il vero e proprio inizio della sua carriera artistica.[60]
- 1842 Rienzi (Wagner). Il contributo di Wagner alla tradizione del Grand Opera.[61]
- 1842 Ruslan e Ljudmila (Glinka). Questa episodica versione di una fiaba Puskin ebbe un'importante influenza sui successivi compositori russi.[62]
- 1843 L'olandese volante (Wagner). Wagner considerava quest'opera Romantica Tedesca come il vero e proprio inizio della sua carriera.[63]
- 1843 Don Pasquale (Donizetti). Il "capolavoro comico" di Donizetti è una delle ultime grandi opere buffe.[64]
- 1843 I Lombardi alla prima crociata (Verdi). Continuazione del Nabucco di Verdi fu la prima delle sue opere ad essere rappresentate in America.[65]
- 1843 The Bohemian Girl (Michael Balfe). Una delle poche opere del XIX secolo in lingua inglese degne di nota, a parte quelle di Gilbert e Sullivan.[66]
- 1844 Ernani (Verdi). Una delle opere più genuinamente drammatiche fra i lavori giovanili di Verdi.[67]
- 1844 Alessandro Stradella, la seconda opera più nota di Friedrich von Flotow.
- 1845 Tannhäuser (Wagner). Il "lavoro più medievale" di Wagner descrive il conflitto tra l'amore pagano e la virtù cristiana.[68]
- 1845 Giovanna d'Arco (Verdi).
- 1846 Attila (Verdi). Verdi fu afflitto da problemi di salute durante la stesura di questo pezzo, che ebbe solo un moderato successo alla prima.[69]
- 1846 La damnation de Faust (Berlioz). Frustrato per la mancanza di commissioni di nuove opere, Berlioz compose questa "leggenda drammatica" per un'esecuzione in concerto. Negli ultimi anni, è stata messa in scena con successo come un'opera, anche se il critico David Cairns la descrive come "cinematografico".[70]
- 1847 Macbeth (Verdi). La prima esperienza Shakespeariana di Verdi.[69]
- 1847 Marta (Friedrich von Flotow). Flotow spudoratamente mirò a soddisfare il gusto popolare in questo lavoro comico e sentimentale, ambientato nell'Inghilterra della regina Anna.[71]
- 1849 Le allegre comari di Windsor (Otto Nicolai). Unica opera tedesca di Nicolai è stato il suo successo più duraturo.[72]
- 1849 Il profeta (Meyerbeer). Un grand opera sulla vita del fanatico religioso John of Leiden.[73]
- 1849 Luisa Miller (Verdi). I fan di Verdi ritengono che quest'opera, adattamento di una "tragedia borghese" di Schiller, sia stata sottovalutata.[74]

## 1850–1875

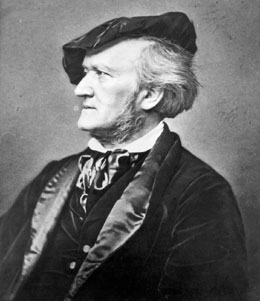
Richard Wagner

- 1850 Genoveva (Robert Schumann). Unica escursione di Schumann in opera fu un parziale fallimento, anche se il lavoro ebbe i suoi ammiratori da Franz Liszt a Nikolaus Harnoncourt.[75]
- 1850 Lohengrin (Richard Wagner). L'ultimo dei lavori del "periodo di mezzo" di Wagner.[76]
- 1850 Stiffelio (Giuseppe Verdi). Storia di un adulterio tra i membri di una comunità protestante tedesca, fu pesantemente tagliato dalla censura.[77]
- 1850 Aroldo (Giuseppe Verdi). In quattro atti su libretto di Francesco Maria Piave. Si tratta del rifacimento di Stiffelio, opera del 1850 nata dalla collaborazione con lo stesso librettista.
- 1851 Rigoletto (Verdi). La prima e la più innovativa delle tre opere della maturità di Verdi, che sono diventate i cardini di ogni repertorio operistico.[78]
- 1853 Il trovatore (Verdi). Questo melodramma romantico è una delle partiture più melodiose di Verdi.[79]
- 1853 La traviata (Verdi). Il ruolo di Violetta, la "donna perduta" del titolo, è uno dei più famosi per la voce di soprano.[80]
- 1854 Alfonso und Estrella (Schubert). Composta nel 1822, rappresentata postuma a Weimar il 24 giugno 1854.
- 1855 I vespri siciliani (Verdi). L'opera di Verdi mostra la forte influenza di Meyerbeer.[81]
- 1858 Der Barbier von Bagdad (Peter Cornelius). Una commedia orientaleggiante che attinge alla tradizione dell'opera Romantica Tedesca.[82]
- 1858 Orfeo all'inferno (Jacques Offenbach). Prima operetta del mondo, questo pezzo cinico e satirico è ancora oggi immensamente popolare.[83]
- 1858 Les Troyens (Hector Berlioz). La più grande opera di Berlioz ed il culmine della tradizione classica francese.[70]
- 1859 Faust (Charles Gounod). Fra tutti gli adattamenti musicali della leggenda di Faust, quello di Gounod è stato il più popolare tra il pubblico, in particolare in epoca vittoriana.[84]
- 1859 Un ballo in maschera (Verdi). Nel periodo in cui scrisse Un ballo in maschera, Verdi era divenuto abbastanza ricco da non dover più lavorare per vivere. L'opera ebbe problemi con la censura, perché originariamente trattava dell'assassinio di un monarca.[85]
- 1862 Béatrice et Bénédict (Berlioz). L'ultima opera che scrisse Berlioz è il frutto della sua ammirazione di tutta una vita per Shakespeare.[86]
- 1862 La forza del destino (Verdi). Questa tragedia fu commissionata dal Teatro Imperiale di San Pietroburgo e Verdi potrebbe essere stato influenzato dalla tradizione russa nella composizione della sua opera.[87]
- 1863 I pescatori di perle (Georges Bizet). Nonostante un parziale fallimento alla prima, questa è oggi la seconda opera più eseguita di Bizet ed è particolarmente famosa per il suo duetto tenore/baritono.[88]
- 1864 La belle Hélène (Jacques Offenbach). Un'altra operetta di Offenbach che prende in giro la mitologia greca.[89]
- 1864 Mireille (Gounod). L'opera di Gounod è basato sul poema epico di Frédéric Mistral e fa uso di melodie popolari provenzali.[90]
- 1865 L'africana (Giacomo Meyerbeer). Ultima Grand Opera di Meyerbeer la sua prima fu postuma.[91]
- 1865 Tristano e Isotta (Wagner). Questa tragedia romantica è il lavoro più radicale di Wagner e uno dei pezzi più rivoluzionari nella storia della musica. Il famoso "accordo del Tristano" iniziò la rottura della tonalità tradizionale.[92]
- 1866 Mignon (Ambroise Thomas). Un'opera lirica ispirata al romanzo di Goethe di Gli anni di apprendistato di Wilhelm Meister, questa fu con Amleto l'opera di maggior successo di Thomas.[93]
- 1866 La sposa venduta (Bedřich Smetana). Commedia popolare di Smetana è la più largamente eseguita di tutte le sue opere.[94]
- 1867 Don Carlos (Verdi). Presa a prestito da Verdi dal Grand Opera francese è oggi uno dei suoi lavori più apprezzati.[95]
- 1867 La bella fanciulla di Perth (Bizet). Bizet si ispirò ad un romanzo di Sir Walter Scott per questa opéra comique.[96]
- 1867 Romeo e Giulietta (Gounod). Versione di Gounod della tragedia shakespeariana è il suo secondo lavoro più famoso.[97]
- 1868 Dalibor (Smetana). Uno dei maggiori successi fra le opere di Smetana che esplora i temi della storia cecoslovacca.[98]
- 1868 I maestri cantori di Norimberga (Wagner). Unica commedia di Wagner tra le sue opere mature riguarda lo scontro tra tradizione artistica e innovazione.[99]
- 1868 Hamlet (Thomas). L'opera di Thomas si prende molte libertà con la tragedia originale di Shakespeare.[100]
- 1868 La Périchole (Offenbach). Ambientata in Perù, questa operetta mescola commedia e sentimentalismo.[101]
- 1868 Mefistofele (Arrigo Boito). Sebbene più famoso come librettista di Verdi, Boito fu anche un compositore e ha trascorso molti anni lavorando in questa versione musicale del mito di Faust.[102]
- 1869 L'oro del Reno (Wagner). La "sera preliminare" al ciclo epico dell'Anello di Wagner racconta come l'anello è stato forgiato e la maledizione lanciata su di esso.[103]
- 1870 La Valchiria (Wagner). La seconda parte dell'Anello racconta la storia dei mortali Siegmund e Sieglinde e di come la valchiria Brünnhilde disobbedisce al padre Wotan, re degli dei.[104]
- 1870 L'ombre (Flotow). Opéra comique, tra le più famose del compositore.
- 1871 Aida (Verdi). Dotata di una delle più grandi arie tenorili di tutti i tempi, Celeste Aida.
- 1874 Boris Godunov (Modest Musorgskij). Grande dramma storico di Musorgskij mostra la caduta della Russia nell'anarchia nei primi anni del XVII secolo.[105]
- 1874 Il pipistrello (Johann Strauss II). Probabilmente la più popolare di tutte le operette.[106]
- 1874 Le due vedove (Bedřich Smetana). Un'altra commedia di Smetana, l'unica delle sue opere con un soggetto non Ceco.[107]
- 1875 Carmen (Bizet). Probabilmente la più famosa di tutte le opere francesi. I critici alla prima rimasero scioccati dalla mescolanza di romanticismo e realismo.[108]

## 1876–1899

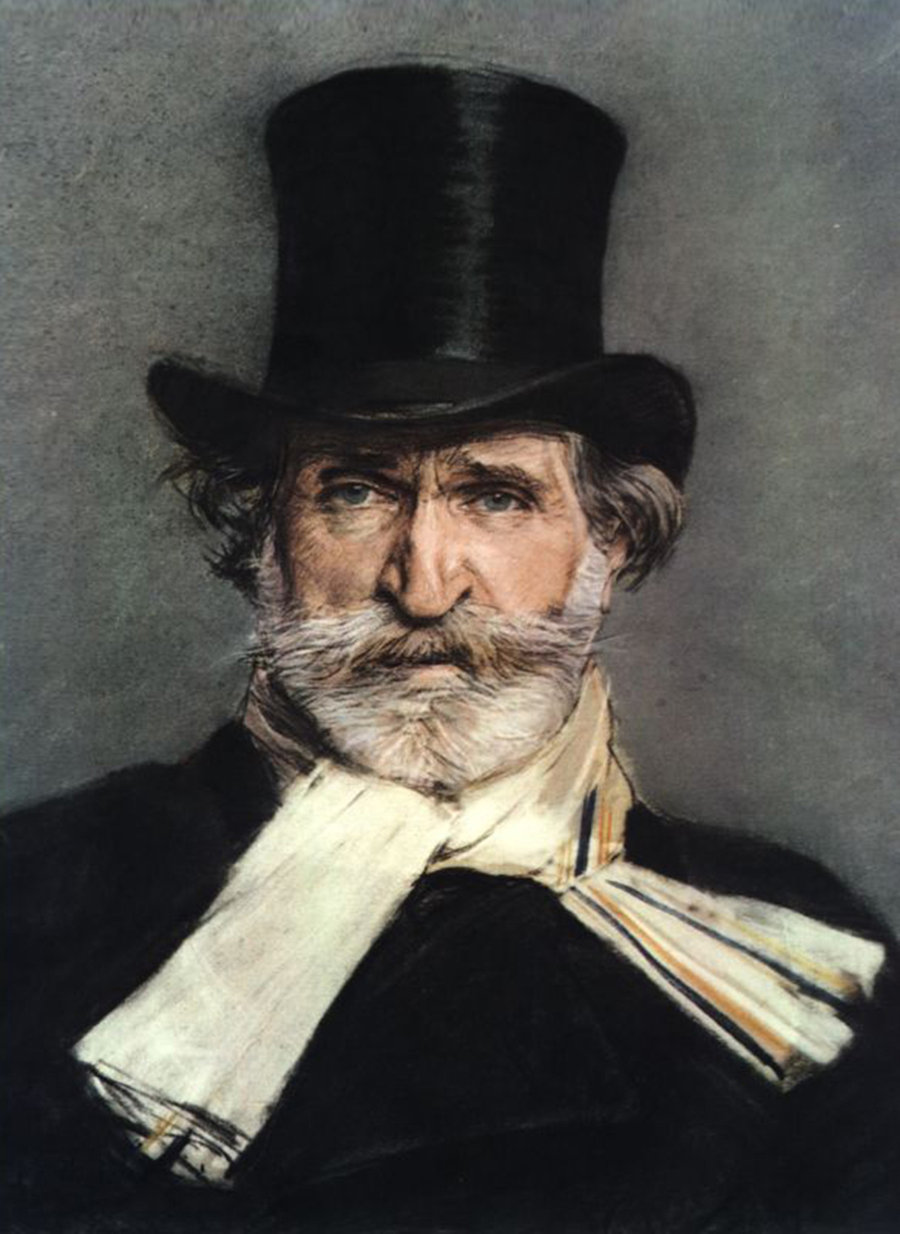
Giuseppe Verdi, il famoso ritratto di Giovanni Boldini, del 1886 (Galleria Nazionale delle Arti Moderne, Roma).

- 1876 Blodwen (Joseph Parry). La prima opera lirica in lingua gallese.[109][110][111]
- 1876 Sigfrido (Richard Wagner). La terza parte dell'Anello vede l'eroe Sigfrido uccidere il drago Fafner, vincere l'anello e liberare Brunhilde dal suo incantesimo.[112]
- 1876 Il crepuscolo degli dei (Wagner). Nella parte finale dell'Anello, ha effetto la maledizione che porta alla morte di Sigfrido e Brunilde ed alla distruzione degli dei stessi.[113]
- 1876 La Gioconda (Amilcare Ponchielli). Oltre ad Aida di Verdi, questa è l'unica grande opera italiana a rimanere nel repertorio.[42]
- 1877 L'étoile (Emmanuel Chabrier). Questa piece comica è stata descritta come "un incrocio tra Carmen e Gilbert e Sullivan, con un bel po' di Offenbach buttato dentro".[114]
- 1877 Samson et Dalila (Camille Saint-Saëns). Un'opera che fu fortemente influenzata da quelle di Wagner.[115]
- 1879 Eugenio Onegin (Pëtr Il'ič Čajkovskij). L'opera più popolare di Čajkovskij, basata sul romanzo in versi di Aleksandr Puškin. Il compositore si era fortemente identificato con l'eroina Tatyana.[116]
- 1881 Hérodiade (Jules Massenet). Un'opera che racconta la storia biblica di Salome, il lavoro di Massenet fu eclissato dal rifacimento dello stesso soggetto da parte di Richard Strauss.[117]
- 1881 I racconti di Hoffmann (Jacques Offenbach). Il tentativo di Offenbach di scrivere un'opera più seria rimase incompiuto alla sua morte. Tuttavia, questa è la sua opera maggiormente eseguita oggi.[101]
- 1881 Simon Boccanegra (Giuseppe Verdi). Verdi rivide drasticamente quest'opera più di vent'anni dopo la sua prima rappresentazione.[60]
- 1882 Parsifal (Wagner). Ultimo lavoro di Wagner è un' "opera da festival" sulla leggenda del Santo Graal.[118]
- 1882 Sneguročka (Nikolaj Rimskij-Korsakov). Uno dei lavori più lirici di Rimskij-Korsakov.[119]
- 1883 Lakmé (Léo Delibes). Questa opéra comique ambientata nell'Impero anglo-indiano è famosa per il suo Duetto dei Fiori e l'Aria delle campanelle.[120]
- 1884 Le Villi (Puccini). Opera giovanile di Puccini, con abbondanza di opportunità per le danze.[121]
- 1884 Manon (Massenet). L'opera più durevolmente popolare di Massenet insieme con il Werther.[122]
- 1885 Lo zingaro barone (Johann Strauss II). L'operetta di Strauss aveva lo scopo di alleggerire le tensioni tra Austriaci e Ungheresi nell'impero asburgico.[123]
- 1886 Chovanščina (Modest Musorgskij). Seconda grande epopea di Musorgskij della storia russa fu lasciata incompiuta alla sua morte.[124]
- 1887 Le roi malgré lui (Chabrier). Ravel sosteneva che avrebbe preferito scrivere quest'opera buffa piuttosto che il ciclo dell'Anello di Wagner, tuttavia la trama è notoriamente confusa.[125]
- 1887 Otello (Verdi). Il primo dei capolavori del periodo tardo di Verdi era basato su di un libretto insolitamente raffinato di Arrigo Boito.[60]
- 1888 Le Roi d'Ys (Édouard Lalo). Un racconto popolare bretone con musica fortemente influenzata da Wagner.[126]
- 1890 Cavalleria rusticana (Pietro Mascagni). Uno dei perenni preferiti dal pubblico di tutto il mondo, questo atto unico è di solito eseguito insieme a Pagliacci di Leoncavallo.[127]
- 1890 Il principe Igor' (Aleksandr Borodin). Borodin impiegò 17 anni a lavorare di tanto in tanto su questa opera, ma non è mai riuscito a finirla. Molto celebre per le sue "danze Polovtsian".[128]
- 1890 La dama di picche (Čajkovskij). In una lettera al fratello e suo librettista il compositore disse che "l'opera è un capolavoro".[129]
- 1891 L'amico Fritz (Mascagni). Questo lavoro è stato considerato come tardivo esempio di opera semiseria.[130]
- 1892 Iolanta (Čajkovskij). Ultima opera lirica di Čajkovskij basata su un libretto di suo fratello Modest.[131]
- 1892 La Wally (Alfredo Catalani). Normalmente considerato il capolavoro di Catalani.[132]
- 1892 Pagliacci (Ruggero Leoncavallo). Una delle più famose opere veriste di solito eseguita insieme a Cavalleria rusticana di Mascagni.[133]
- 1892 Werther (Massenet). Unitamente a Manon, questa è la più popolare opera di Massenet.[134]
- 1893 Falstaff (Verdi). Ultima opera di Verdi fu basata su un altro bellissimo libretto di Arrigo Boito.[60]
- 1893 Hänsel e Gretel (Engelbert Humperdinck). La notissima favola fu pienamente adattata come opera lirica wagneriana per mano di Humperdinck.[135]
- 1893 Manon Lescaut (Giacomo Puccini). Il successo di questo lavoro affermò la fama di Puccini come compositore di musica contemporanea di primissimo livello.[42]
- 1894 Thaïs (Jules Massenet). L'opera che contiene il famoso interludio Méditation.[134]
- 1896 Andrea Chénier (Umberto Giordano). Su un libretto di Luigi Illica, questo dramma verista è la più popolare opera di Giordano.[42]
- 1896 La bohème (Puccini). Si dice che Debussy abbia dichiarato, a seguito di La bohème, che nessuno aveva descritto Parigi in quel momento meglio di come aveva fatto Puccini.[42]
- 1897 Königskinder (Humperdinck). In origine un melodramma che fondeva canzone e dialogo parlato, il compositore adattò il lavoro come una vera e propria opera nel 1907.
- 1898 Fedora (Giordano). Seconda opera più popolare di Giordano.[42]
- 1898 Iris (Pietro Mascagni). Secondo capolavoro di Mascagni di stampo simbolista. Introdusse in Italia l'esotismo sviluppatosi in quel periodo.
- 1898 Sadko (Rimskij-Korsakov). La canzone del Commerciante Vichingo di quest'opera è diventata estremamente popolare in Russia.[129]
- 1899 Cendrillon (Massenet). Un successo immediato al momento della prima, l'opera si fregiò di 50 rappresentazioni solo nel 1899.[134]
- 1899 Il diavolo e Caterina (Antonín Dvořák). L'assenza di una partecipazione amorosa rende la trama di questo lavoro quasi unica tra opere comiche ceche.[136]

## 1900–1920

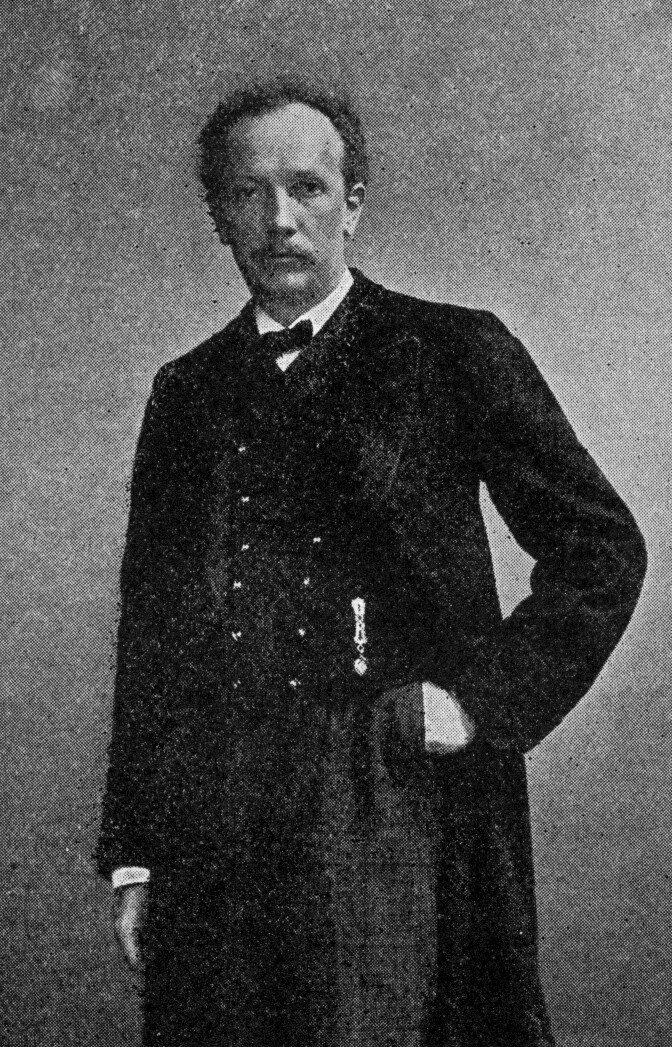
Richard Strauss

- 1900 Louise (Gustave Charpentier). Un tentativo di realizzare un equivalente francese del verismo italiano, Louise è ambientata in un quartiere popolare di Parigi.[137]
- 1900 Tosca (Giacomo Puccini). Tosca è la più wagneriana delle opere di Puccini, col suo frequente utilizzo del leitmotif.[42]
- 1901 Rusalka (Antonín Dvořák). L'opera più di successo di Dvořák con un pubblico internazionale, basata su un racconto popolare su uno spirito dell'acqua.[138]
- 1902 Adriana Lecouvreur (Francesco Cilea). Unica tra le opere di Cilea in quanto rimasta nel repertorio internazionale fino ad oggi.[42]
- 1902 Pelléas et Mélisande (Claude Debussy). Elusivo dramma simbolista di Debussy è una delle opere più significative del XX secolo.[139]
- 1902 Saul e David (Carl Nielsen). Questa tragedia biblica fu la prima delle due di opere di Nielsen.[140]
- 1904 Jenůfa (Leoš Janáček). Primo grande successo di Janáček, una rappresentazione naturalistica della vita contadina Ceca.[141]
- 1904 Madama Butterfly (Puccini). La prima rappresentazione dell'opera ormai popolare di Puccini fu un disastro totale che implicò accuse di plagio.[42]
- 1905 La vedova allegra (Franz Lehár). Una delle più famose operette Viennesi.[142]
- 1905 Salome (Richard Strauss). Un successo scandaloso alla sua prima, l'opera "decadente" di Strauss tratta dalla commedia di Oscar Wilde è ancora immensamente popolare tra il pubblico di oggi.[143]
- 1906 Maskarade (Nielsen). Esuberante commedia di Nielsen, guarda al mondo de Le nozze di Figaro ed è diventato un classico nella nativa Danimarca del compositore.[144]
- 1907 A Village Romeo and Juliet (Frederick Delius). Una tragedia d'amore infelice ambientata in Svizzera; il brano più famoso è l'intermezzo The Walk to the Paradise Garden.[145]
- 1907 Ariane et Barbe-bleue (Paul Dukas). Unica opera sopravvissuta di Dukas, basata come Pelléas di Debussy, su un dramma simbolista da Maeterlinck.[146]
- 1907 La leggenda dell'invisibile città di Kitež e della fanciulla Fevronija (Nikolaj Rimskij-Korsakov). Una rivisitazione mistica di una vecchia leggenda nazionale. A volte chiamata il Parsifal russo.[147]
- 1907 Destino (Janáček). Un importante lavoro di transizione nella carriera di Janáček con cui il compositore cominciò a guardare al di là dei temi tradizionali dell'opera lirica ceca.[148]
- 1909 Elettra (Strauss). Questa tragedia dark portò la musica di Strauss fino ai confini dell'atonalità. Fu la prima composizione basata su un libretto di Hugo von Hofmannsthal, suo collaboratore di lunga data.[149]
- 1909 Il segreto di Susanna (Ermanno Wolf-Ferrari). Un intermezzo comico. Il segreto di Susanna è che lei fuma.[150]
- 1909 Il gallo d'oro (Rimskij-Korsakov). Spesso considerata la più grande opera di Rimskij-Korsakov, questa satira sulla incompetenza militare mise il compositore nei guai con la censura, dopo la sconfitta della Russia nella guerra russo-giapponese.[151]
- 1910 Don Quichotte (Jules Massenet). Ultimo grande successo di Massenet, è una commedia garbata ispirata al Don Chisciotte di Cervantes.[152]
- 1910 La fanciulla del West (Puccini). Descritta da Puccini come il suo capolavoro.[42]
- 1911 Il cavaliere della rosa (Strauss). L'opera più popolare di Strauss e Hofmannsthal, questa commedia è ambientata a Vienna nel XVIII secolo.[153]
- 1911 L'heure espagnole (Maurice Ravel). Prima opera di Ravel è una farsa da alcova ambientata in Spagna.[154]
- 1912 Ariadne auf Naxos (Strauss). Una miscela di commedia e tragedia, con un'opera all'interno di un'opera.[155]
- 1912 Der ferne Klang (Franz Schreker). Il successo di questo lavoro affermò la fama di Schreker come compositore d'opera.[156]
- 1913 La vida breve (Manuel de Falla). Un passionate dramma Spagnolo influenzato dal verismo.[157]
- 1914 The Immortal Hour (Rutland Boughton). Fiaba Celtica di Boughton, l'opera godette di grande popolarità in Gran Bretagna tra le due guerre mondiali.[158]
- 1914 Le rossignol (Igor' Stravinskij). Lo stile di Stravinskij cambiò radicalmente durante la composizione di questa breve opera, allontanandolo dalla influenza del suo maestro Rimskij-Korsakov per portarlo verso il modernismo spinoso de La sagra della primavera.[159]
- 1916 Savitri (Gustav Holst). L'interesse di Holst verso l'induismo lo portò a trarre spunto per questo episodio dal Mahābhārata.[160]
- 1917 Arlecchino (Ferruccio Busoni). Busoni attinse alla tradizione della commedia dell'arte italiana per questo pezzo in un atto.[161]
- 1917 Eine florentinische Tragödie (Alexander von Zemlinsky). Atto unico "decadente" di Zemlinsky, si basa su una breve commedia di Oscar Wilde.[162]
- 1917 La rondine (Puccini). Inizialmente senza successo, Puccini rimaneggiò completamente l'opera due volte.[42]
- 1917 Palestrina (Hans Pfitzner). Un dramma wagneriano che analizza il conflitto tra innovazione e tradizione nella musica.[163]
- 1918 Il castello di Barbablù (Béla Bartók). Unica opera di Bartók, questo intenso dramma psicologico è uno dei suoi lavori più importanti.[164]
- 1918 Gianni Schicchi (Puccini). Strutturato su un atto unico il lavoro di Puccini è basato su un episodio dall'Inferno di Dante .[42]
- 1918 Il tabarro (Puccini). Prima delle tre opere che compongono Il Trittico, insieme a Gianni Schicchi e Suor Angelica.
- 1918 Suor Angelica (Puccini). Descritta dal compositore come la sua preferita tra le tre opere che compongono Il trittico.[42]
- 1919 La donna senz'ombra (Strauss). Terza completa collaborazione tra Strauss e il librettista Hofmannsthal, rimase in gestazione per sei anni prima del completamento, e altri due anni prima della prima rappresentazione.[165]
- 1920 Die tote Stadt (Erich Wolfgang Korngold). Il lavoro di Korngold più noto per il teatro lirico.[166]
- 1920 I viaggi del signor Brouček sulla luna e nel sec. XV (Janáček). Una fantasia comica ambientata sulla Luna e nella Boemia del XV secolo.[138]

## 1921–1944

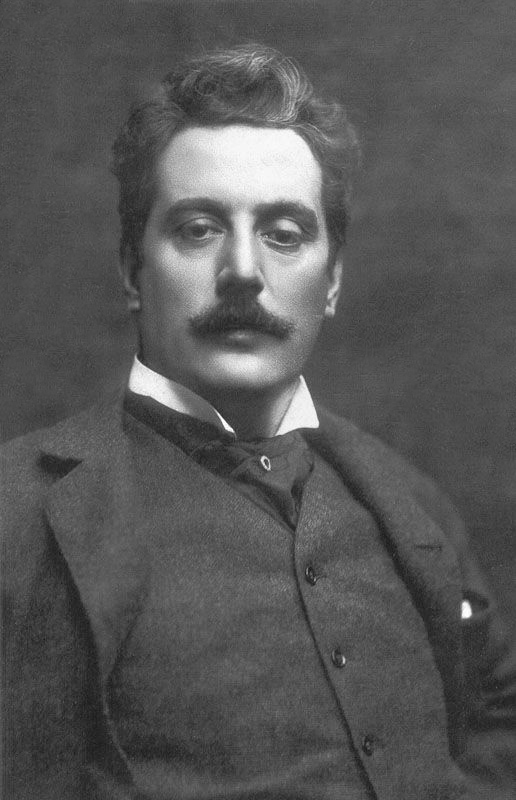
Giacomo Puccini

- 1921 Káťa Kabanová (Leoš Janáček). La prima delle grandi opere della tarda maturità di Janáček, basata su una commedia di Ostrovskij sul fanatismo religioso e l'amore vietato nella Russia provinciale.[167]
- 1921 L'amore delle tre melarance (Sergej Prokof'ev). Un'opera comica basata su una favola di Carlo Gozzi.[168]
- 1922 Der Zwerg (Alexander von Zemlinsky). Un'altra breve opera di Zemlinsky ispirata ad un lavoro di Oscar Wilde. Il compositore si identificò personalmente con il nano del titolo.[169]
- 1924 Erwartung (Arnold Schönberg). Un intenso monodramma atonale.[170]
- 1924 Hugh the Drover (Ralph Vaughan Williams). Un'opera ballata, molto della quale basata su musiche folcloristiche[171]
- 1924 Intermezzo (Richard Strauss). Un lavoro stile operetta leggera, basato su un infortunio matrimoniale dello stesso compositore.[165]
- 1924 La piccola volpe astuta (Janáček). Una delle opere più popolari del compositore, la storia è tratta da un fumetto sugli animali nella campagna Ceca.[172]
- 1925 Doktor Faust (Ferruccio Busoni). Busoni aveva intenzione che quest'opera fosse il culmine della sua carriera, ma fu lasciata incompiuta alla sua morte.[173]
- 1925 L'enfant et les sortilèges (Maurice Ravel). Originariamente concepito come un balletto di fate, la trama dell'opera è quella di una favola per bambini.[174]
- 1925 Wozzeck (Alban Berg). Una delle opere fondamentali del XX secolo. Basata su una trama straordinariamente non eroica, l'opera di Berg fonde tecniche atonali con altre più tradizionali.[175]
- 1926 Cardillac (Paul Hindemith). Un'opera nello stile neoclassico di Hindemith su un gioielliere psicopatico.[176]
- 1926 Háry János (Zoltán Kodály). Lo singspiel di Kodály racchiude molte canzoni popolari ungheresi e danze.[177]
- 1926 Re Ruggero (Karol Szymanowski). Una delle più importanti opere polacche, questa piece è piena di armonie orientali.[178]
- 1926 L'affare Makropulos (Janáček). La prima rappresentazione di L'affare Makropulos è stata l'ultima fra le sue opere cui Janáček è sopravvissuto per vederla.[179]
- 1926 Turandot (Giacomo Puccini). Ultima opera di Puccini, fu lasciata incompiuta alla sua morte.[42]
- 1927 Oedipus Rex (Igor' Stravinskij). Basato su un libretto latino di Jean Cocteau, questo pezzo altamente stilizzato fonde opera e oratorio.[180]
- 1927 Jonny spielt auf (Ernst Křenek). Un'"opera jazz" che godette un successo incredibile a suo tempo.[181]
- 1928 L'opera da tre soldi (Kurt Weill). Un moderno adattamento de L'opera del mendicante di Gay e Pepusch.
- 1929 Il naso (Dmitrij Šostakovič). Una strana storia breve di Gogol' fornì la trama per questa satira grottesca.[182]
- 1930 Ascesa e caduta della città di Mahagonny (Weill). La composizione di questa opera fu problematica, a causa della tensione tra il compositore e il suo librettista, Bertolt Brecht.[183]
- 1930 Da una casa di morti (Janáček). Ultima opera di Janáček ispirata dal racconto di Dostoevskij sulla vita in un campo di prigionia russo.[179]

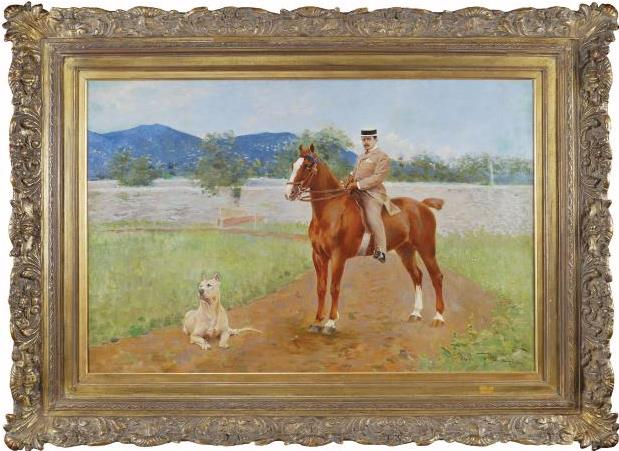
Aleardo Villa (1865–1906), Giacomo Puccini a cavallo al lago di Massaciuccoli, olio su tela

- 1932 Moses und Aron (Schönberg). Lasciata incompiuta alla sua morte, l'opera di Schönberg utilizza spesso tecniche dodecafoniche.[184]
- 1933 Arabella (Strauss). Quest'opera fu l'ultima che Strauss basò su un libretto di Hugo von Hofmannsthal.[165]
- 1934 Lady Macbeth del Distretto di Mcensk (Šostakovič). Un attacco sulla musica e sul soggetto dell'opera sulla Pravda, giornale governativo dell'Unione Sovietica, fece sì che questo lavoro sia stato l'ultima opera di Šostakovič.[185]
- 1935 La donna silenziosa (Strauss). Opera comica tratta da una commedia di Ben Jonson.[186]
- 1935 Porgy and Bess (George Gershwin). Inizialmente un disastro finanziario, una produzione del 1941 che sostituiva i recitativi dell'opera con dialoghi parlati fu un successo.[187]
- 1937 Lulu (Berg). Seconda opera di Berg fu lasciata incompiuta alla sua morte, ma dopo il completamento da parte di Friedrich Cerha fu rappresentata nel 1979.[188]
- 1937 Riders to the Sea (Vaughan Williams). Spesso considerata la migliore opera di Vaughan Williams, questa breve tragedia fatalista è ambientata nelle isole Aran nella parte occidentale dell'Irlanda.[189]
- 1938 Daphne (Strauss). Un'opera mitologica con liriche e musica pastorale.[190]
- 1938 Julietta (Bohuslav Martinů). Questo lavoro onirico ambientato in una città dove le persone hanno perso la memoria è "il capolavoro operistico di Martinů".[191]
- 1938 Mathis der Maler (Hindemith). L'opera più altamente considerata di Hindemith è una parabola su di un artista che sopravvive in tempo di crisi. Riflette l'esperienza del compositore sotto il Nazismo.[192]
- 1941 Paul Bunyan (Benjamin Britten). Prima avventura di Britten nell'opera lirica è una piece leggera su un eroe popolare americano con un libretto di Wystan Hugh Auden.[193]
- 1942 Capriccio (Strauss). Ultima opera di Strauss è una conversazione sulla inseparabilità di parole e musica.[194]
- 1943 Der Kaiser von Atlantis (Viktor Ullmann). Scritta nel campo di concentramento nazista di Theresienstadt e non eseguita fino al 1975. Il compositore ed il suo librettista morirono nel campo di concentramento di Auschwitz.[195]

## 1945–1964

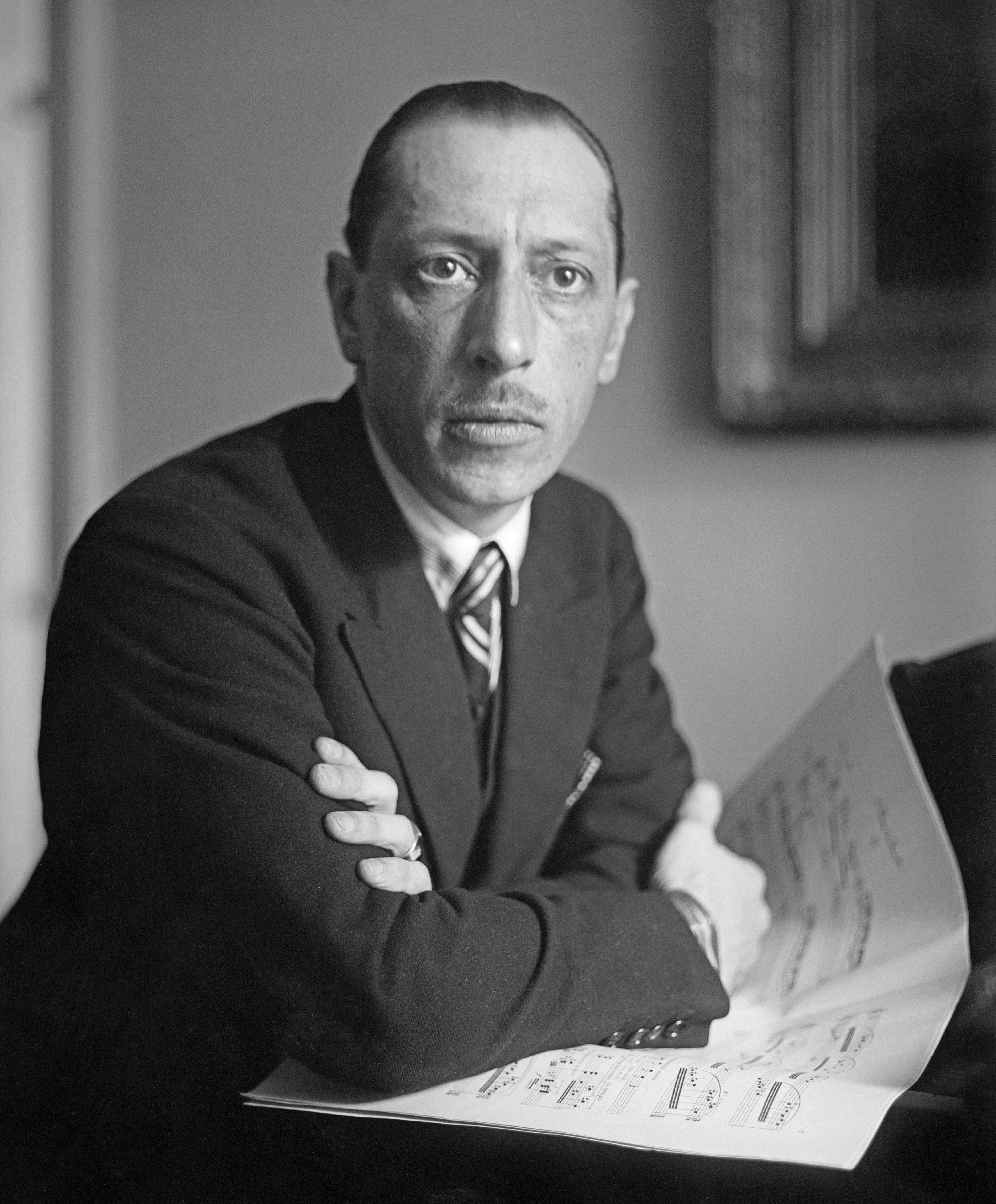
Igor' Fëdorovič Stravinskij

- 1945 Peter Grimes (Benjamin Britten). Un punto di riferimento nella storia della lirica britannica, questo lavoro ha segnato l'affermazione di Britten nella scena musicale internazionale.[196]
- 1945 Guerra e pace (Sergej Prokof'ev). Prokof'ev tornò alla tradizione dell'opera storica russa per questo lavoro epico basato sul romanzo di Lev Tolstoj.[197]
- 1946 Matrimonio al convento (Prokof'ev). Una commedia romantica con un progetto musicale sullo stile dell'opera buffa di Rossini.[198]
- 1946 The Medium (Gian Carlo Menotti). Considerata da molti l'opera più bella di Menotti.[199]
- 1946 The Rape of Lucretia (Benjamin Britten). La prima opera da camera di Britten.[200]
- 1947 Albert Herring (Britten). Opera comica di Britten è fortemente basata sull'uso di scene d'insieme.[200]
- 1947 Dantons Tod (Gottfried von Einem). L'opera di Eminem è un'ambientazione compressa di una commedia di Georg Büchner sul "regno del terrore" durante la Rivoluzione francese.[201]
- 1947 Les mamelles de Tirésias (Francis Poulenc). Prima opera di Poulenc è una breve commedia surrealista basata sul lavoro di Guillaume Apollinaire.[202]
- 1947 Il Telefono (Menotti). Un'opera buffa lunga appena 22 minuti.[199]
- 1949 Il prigioniero (Luigi Dallapiccola). Gran parte della musica per quest'opera si basa su tre file di accordi a 12 note, che rappresentano i temi di preghiera, di speranza e di libertà che dominano l'opera..
- 1950 Il console (Menotti). Quest'opera contiene qualcuna delle musica più dissonanti di Menotti.[199]
- 1951 Amahl e i visitatori notturni (Menotti). Questa storia di Natale è stata la prima opera scritta appositamente per la televisione.[203]
- 1951 Billy Budd (Britten). La trama per la grande opera di Britten era basata su un racconto di Herman Melville.[200]
- 1951 The Pilgrim's Progress (Ralph Vaughan Williams). Basata sul proprio libretto, l'opera di Vaughan Williams è stata ispirata dalla famosa allegoria di John Bunyan con lo stesso nome.[171]
- 1951 The Rake's Progress (Igor' Stravinskij). L'opera lirica più importante di Stravinskij, musicalmente guarda a Mozart ed è basata su un libretto di W. H. Auden ispirato alle incisioni di William Hogarth.[204]
- 1952 Boulevard Solitude (Hans Werner Henze). Prima opera completa di Henze è un aggiornamento della storia di Manon Lescaut, soggetto delle importanti opere di Massenet e Puccini.[205]
- 1953 Gloriana (Britten). Composta per l'incoronazione della Regina Elisabetta II, quest'opera è rivolta al rapporto tra la sua omonima Elisabetta I e il Conte di Essex.[206]
- 1954 L'angelo di fuoco (Prokof'ev). Prokof'ev non si rese mai conto che questo lavoro viene spesso considerato come la sua composizione più d'avanguardia sul palcoscenico operistico.[129]
- 1954 Il giro di vite (Britten). Un'opera da camera basata su una storia di fantasmi di Henry James. È degno di nota per il suo scema chiave saldamente disposto e il ruolo orchestrale attivo.[200]
- 1954 Troilus and Cressida (William Walton). L'opera di Walton sulla Guerra di Troia fu inizialmente un fallimento.[207]
- 1954 La Tota di Frà (Piero Giorgi) atto unico su libretto di Antonio Galeazzo Galeazzi eseguita al Teatro delle Novità di Bergamo definita un'opera buffa ambientata sul lago di Lugano nel 1630.
- 1955 The Midsummer Marriage (Michael Tippett). Prima opera su larga scala di Tippett era basata sul proprio libretto.[208]
- 1956 Candide (Leonard Bernstein). Basato su Voltaire, l'aria del soprano "Glitter and Be Gay" è una parodia delle canzoni sui gioielli dell'era romantica.[209]
- 1957 I dialoghi delle Carmelitane (Poulenc). L'opera più importante di Poulenc è ambientata in un convento durante la Rivoluzione francese..[210]
- 1958 Vanessa (Samuel Barber). Vanessa fece vincere al suo compositore un Premio Pulitzer nel 1958.[211]
- 1959 La voce umana (Poulenc). Un'opera breve con un solo protagonista: una donna disperata al telefono col suo amante.[212]
- 1960 A Midsummer Night's Dream (Britten). Basata su un libretto tratto dal dramma di Shakespeare da lui stesso e dal suo partner Peter Pears, il lavoro di Britten è raro nella storia operistica, in quanto prevede un controtenore nel ruolo del protagonista maschile.[200]
- 1961 Elegie für junge Liebende (Henze). Henze chiese ai suoi librettisti, W. H. Auden e Chester Kallman, una sceneggiatura che potesse ispirarlo a comporre "suoni teneri e belli".[213]
- 1962 King Priam (Tippett). Seconda opera di Tippett, basata su un altro dei suoi "astrusi" libretti,[214] fu ispirata dall'Iliade di Omero.[208]
- 1963 Villon (Piero Giorgi) opera atto unico su libretto di Annibale Ninchi vincitrice del Premio Beniamino Gigli a Recanati per opere liriche inedite
- 1963 Il Valico (Piero Giorgi) opera atto unico su libretto di Antonio Conti vincitrice del Premio Beniamino Gigli a Recanati per opere liriche inedite
- 1964 Curlew River (Britten). Una moderna liturgica "opera da chiesa" destinata a rappresentazioni in un ambiente ecclesiastico.[200]

## 1965–1999
- 1965 Der junge Lord (Henze). L'ultima composizione prodotta durante il soggiorno di Henze in Italia è considerata la più italiana delle sue opere drammatiche.
- 1965 Die Soldaten (Bernd Alois Zimmermann). La prima versione dell'opera fu respinta dall'Opera di Cologna come impossibile per loro da mettere in scena: fu richiesto a Zimmerman di ridurre il numero degli orchestrali richiesti e di eliminare alcune delle difficoltà tecniche che richiedeva precedentemente.[213]
- 1965 Il Pastore (Piero Giorgi) opera atto unico su libretto di Antonio Galeazzo Galeazzi vincitrice del Premio Beniamino Gigli a Recanati per opere liriche inedite.
- 1966 Antony and Cleopatra (Barber). La prima versione dell'opera era basata su un libretto costituito esclusivamente da versi di Shakespeare e considerato un fallimento.[211] In seguito fu riveduta da Gian Carlo Menotti e divenne un successo.
- 1966 The Bassarids (Henze). L'opera di Henze è basata su un libretto di W. H. Auden e Kallman, che richiede che il compositore ascolti Il crepuscolo degli dei prima di iniziare a comporre la musica.[213]
- 1967 The Bear (Walton). Il libretto per la stravaganza di Walton era basato su Cechov.[213]
- 1968 Judy (Harrison Birtwistle). Prima opera di Birtwistle fu commissionata dal Gruppo Inglese dell'Opera.[213]
- 1968 The Prodigal Son (Britten). La terza delle parabole di Britten per l'esecuzione in chiesa.[215]
- 1969 I diavoli di Loudun (Krzysztof Penderecki). Prima opera di Penderecki è anche la sua più popolare.[215]
- 1970 The Knot Garden (Tippett). Tippett creò un suo personale scenario per il libretto di questo lavoro, sua terza opera.[208]
- 1971 Owen Wingrave (Britten). Opera di Britten contro la guerra fu scritta particolarmente per la televisione BBC.[216]
- 1972 Taverner (Peter Maxwell Davies). Davies fu una delle figure più significative ad emergere nella musica inglese del 1960. L'opera si basa su una leggenda sul compositore del XVI secolo John Taverner.[217]
- 1973 Death in Venice (Britten). Ultima opera di Britten fu eseguita per la prima volta tre anni prima della sua morte.[214]
- 1978 Le Grand Macabre (György Ligeti). Prima esecuzione a Stoccolma nel 1978, Ligeti rivide pesantemente l'opera nel 1996.[218]
- 1978 Lear (Aribert Reimann). Un'opera Espressionista basata sulla tragedia di Shakespeare. Il ruolo principale fu appositamente scritto per il famoso baritono Dietrich Fischer-Dieskau.[219]
- 1980 The Lighthouse (Davies). Seconda opera da camera di Davies fu basata sul proprio libretto.[213]
- 1983 San Francesco d'Assisi (Olivier Messiaen). Per quest'opera sono richiesti 120 professori d'orchestra, nonché un coro considerevole.[218]
- 1984 Un re in ascolto (Luciano Berio). Questa opera è basata su un libretto assemblato dal compositore da tre testi diversi di tre diversi autori: Friedrich Einsiedel, W. H. Auden e Friedrich Wilhelm Gotter.[220]
- 1984 Akhnaten (Philip Glass). A differenza sua prima opera Einstein on the Beach, la scrittura e lo stile sono più convenzionali e lirici e gran parte della musica di Akhnaten è una delle più dissonanti che Glass abbia composto.[221]
- 1986 The Mask of Orpheus (Birtwistle). La più ambiziosa opera di Birtwistle esamina il mito di Orpheus da molti diverse angolature.[222]
- 1987 A Night at the Chinese Opera (Judith Weir). Questa piece è basata su una commedia cinese della dinastia Yuan.[223]
- 1987 Nixon in China (John Adams) Musicalmente minimalista nello stile, questa "opera nuova" racconta l'incontro di Richard Nixon nel 1972 con Mao Zedong.[224]
- 1991 Gawain (Birtwistle). L'opera di Birtwistle è basata sul poema medievale inglese Sir Gawain and the Green Knight.[213]

## Prime opere
Queste opere non rientrano nella lista sovrastante di opere di rilevanza musicale, ma rappresentano comunque pietre miliari dal punto di vista storico.
- 1598 Dafne (Jacopo Peri). È considerata la prima opera, ed è stata allestita a Firenze (la musica è andata perduta).[1]
- 1625 La liberazione di Ruggiero (Francesca Caccini). Prima opera composta da una donna.[225]
- 1627 Dafne (Heinrich Schütz). Prima opera tedesca. Musica ormai perduta.[226]
- 1637 Andromeda (Francesco Mannelli). È stata la prima opera eseguita al di fuori da un allestimento privato, presso il Teatro San Cassiano di Venezia, segnando la nascita del teatro operistico impresariale. La musica è andata perduta.[227]
- 1671 Pomone (Robert Cambert). Spesso considerata la prima opera francese.[6]
- 1683 Venus and Adonis (John Blow). Anche essa spesso considerata come la possibile prima opera in inglese.[7]
- 1701 La púrpura de la rosa (Tomás de Torrejón y Velasco Sánchez, nato in Spagna nel 1644). La più antica opera conosciuta composta nelle Americhe.[228]
- 1711 Partenope (Manuel de Zumaya). La prima opera scritta da un compositore nato in America e la più antica opera completa che si conosca, prodotta in Nord America.[229]